# Villa San Giovanni
Villa San Giovanni là một thị xã và đô ở tỉnh Reggio Calabria, Calabria, Italia. Nó nằm bên bờ biển của eo biển Messina, đối diện với thành phố Messina qua eo biển hẹp. Pezzo Punta nằm trong khu vực và là điểm gần nhất đến Sicilia. Đô thị này có một ngọn hải đăng đáng chú ý.
Có phà kết nối đô thị Villa San Giovanni với Messina.